# Sibley-Ahlquists taxonomi
Sibley-Ahlquists taxonomi är en taxonomi för fåglar, baserad på analyser av DNA-DNA-hybridisering - studier som genomfördes under 1970- och 1980-talen av Charles Sibley och Jon Ahlquist. Studien publicerades under 1980- och 1990-talet. Studierna fick stor uppmärksamhet och många av förändringarnas som föreslogs fick genomslag hos flera ornitologorganisationer. Amerikanska American Ornithologists' Union, tillhörde en av de organisationer som förhöll sig mest positiva till de taxonomiska förändringarna, medan andra organisationer förhöll sig mer kritiska. Taxonomin som presenteras av Ericson et al. 2006 innehöll flera stora skillnader i jämförelse med Sibley-Ahlquists taxonomi.
Samtida genetiska studier har visat på många felaktigheter i Sibley-Ahlquists taxonomi men samtidigt ses deras studier som ett pionjärarbete när det kommer till att förstå fåglarnas släktskap utifrån molekylära studier. 
De svenska namn som används här nedan är nästan uteslutande myntade tidigare än denna taxonomi, och kan i vissa fall betraktas som olämpliga eller missvisande.

## Palaeognathae

### Ratitae

#### Strutsfåglar(Struthioniformes)
Ordningen strutsfåglar har utvidgats till att omfatta även de enligt Sibley-Ahlquist föråldrade ordningarna Rheiformes, Casuariiformes och Apterygiformes.
1. Strutsar (Struthionidae)
2. Nanduer (Rheidae)
3. Kasuarer (Casuariidae)
4. Kivier (Apterygidae)

#### Tinamiformes
1. Tinamoer (Tinamidae) (ej standardiserat namn, även stubbstjärthöns)

## Neognathae

### Galloanserae

#### Gallomorphae

##### Craciformes
Ny ordning, utbruten ur Hönsfåglar.
1. Hockohöns (Cracidae) (ej standardiserat namn, även trädhöns)
2. Storfothöns (Megapodiidae)

##### Hönsfåglar(Galliformes)
1. Fälthöns (Phasianidae)
2. Pärlhöns (Numididae)
3. Tofsvaktlar (Odontophoridae)

#### Anserimorphae

##### Andfåglar(Anseriformes)
1. Värnfåglar (Anhimidae)
2. Skatgäss (Anseranatidae)
3. Visseländer (Dendrocygnidae)
4. Egentliga andfåglar (Anatidae)

### Turnicae

#### Turniciformes
1. Springhöns (Turnicidae)

### Picae

#### Hackspettartade fåglar(Piciformes)
1. Honungsgökar (Indicatoridae)
2. Hackspettar (Picidae)
3. Asiatiska barbetter (Megalaimidae)
4. Afrikanska barbetter (Lybiidae)
5. Tukaner (Ramphastidae)

### Coraciae

#### Galbulimorphae

##### Jakamar- och trögfåglar(Galbuliformes)
Ny ordning, dessa fåglar räknas annars till hackspettartade fåglar
1. Jakamaner (Galbulidae)
2. Trögfåglar (Bucconidae)

#### Bucerotimorphae

##### Bucerotiformes
Ny ordning, utbruten ur praktfåglar.
1. Hornkorpar (Bucorvidae)
2. Näshornsfåglar (Bucerotidae)

##### Upupiformes
Ny ordning, utbruten ur praktfåglar.
1. Härfåglar (Upupidae)
2. Skratthärfåglar (Phoeniculidae) (ibland även kallade trädhärfåglar)
3. Rhinopomastidae (saknar standardiserat svenskt trivialnamn)

#### Coraciimorphae

##### Trogoniformes
1. Trogoner (Trogonidae)

##### Praktfåglar(Coraciiformes)
1. Blåkråkor (Coraciidae)
2. Markblåkråkor (Brachypteraciidae)
3. Kuroler (Leptosomidae) (ej standardiserat namn, även gökblåkråkor)
4. Motmoter (Momotidae)
5. Todier (Todidae)
6. Kungsfiskare (Alcedinidae)
7. Trädkungsfiskare (Halcyonidae)
8. Vattenkungsfiskare (Cerylidae)
9. Biätare (Meropidae)

### Coliae

#### Musfåglar(Coliiformes)
1. Musfåglar (Coliidae)

### Passerae

#### Cuculimorphae

##### Gökfåglar(Cuculiformes)
En del familjer har brutits ut till den separata ordningen turakoer.
1. Gökar (Cuculidae)
2. Sporrgökar (Centropodidae) (ej standardiserat namn)
3. Coccyzidae (saknar standardiserat svenskt trivialnamn)
4. Hoatziner (Opisthocomidae) (ej standardiserat namn, även stinkfåglar)
5. Crotophagidae (saknar standardiserat svenskt trivialnamn)
6. Neomorphidae (saknar standardiserat svenskt trivialnamn)

#### Psittacimorphae

##### Papegojfåglar(Psittaciformes)
Även kakaduorna tillhör denna ordning, men osäkert om som en separat familj Cacatuidae, eller om arterna inräknas under Papegojor.
1. Papegojor (Psittacidae)

#### Apodimorphae

##### Seglarfåglar(Apodiformes)
1. Seglare (Apodidae)
2. Trädseglare (Hemiprocnidae)

##### Trochiliformes
Ny ordning, utbruten ur Apodiformes.
1. Kolibrier (Trochilidae)

#### Strigimorphae

##### Musophagiformes
Ny ordning, utbruten ur Cuculiformes.
1. Turakoer (Musophagidae)

##### Ugglor(Strigiformes)
I denna taxonomi inkluderas ordningen skärrfåglar (Caprimulgiformes) (det vill säga familjen nattskärror med flera) bland ugglorna.
1. Tornugglor (Tytonidae)
2. Egentliga ugglor (Strigidae)
3. Ugglenattskärror (Aegothelidae)
4. Grodmunnar (Podargidae)
5. Asiatiska grodmunnar (Batrachostomidae)
6. Oljefåglar (Steatornithidae)
7. Potoer (Nyctibiidae) (ej standardiserat namn, även tandnattskärror)
8. Öronnattskärror (Eurostopodidae)
9. Nattskärror (Caprimulgidae)

#### Passerimorphae

##### Duvfåglar(Columbiformes)
Familjen flyghöns har förts till ordningen storkfåglar.
1. Drontfåglar (Raphidae)
2. Duvor (Columbidae)

##### Tran- och rallfåglar(Gruiformes)
Familjen Turnicidae har brutits ut ur Tran- och rallfåglarna, och förs till den nyskapade ordningen Turniciformes.
1. Solrallar (Eurypygidae)
2. Trappar (Otididae)
3. Tranor (Gruidae)
4. Ralltranor (Aramidae)
5. Simrallar (Heliornithidae)
6. Trumpetare (Psophiidae)
7. Seriemor (Cariamidae)
8. Kaguer (Rhynochetidae)
9. Rallar (Rallidae)
10. Duvrallar (Mesitornithidae) (ej standardiserat namn, även mesiter)

##### Storkfåglar(Ciconiiformes)
Denna ordning har utökats väsentligt och omfattar förutom vad som även tidigare kallades för storkfåglar (Ciconiiformes) även de enligt Sibley-Ahlquist obsoleta ordningarna pingvinfåglar, lomfåglar, doppingfåglar, petrellfåglar, pelikanfåglar, rovfåglar, vadarfåglar samt familjen flyghöns.
Det svenska namnet storkfåglar härrör till den användning det latinska namnet haft tidigare, vilket kanske inte längre är så lämpligt för denna utökade ordning.
1. Flyghöns (Pteroclidae)
2. Frösnäppor (Thinocoridae)
3. Stäpplöpare (Pedionomidae)
4. Snäppor (Scolopacidae)
5. Rallbeckasiner (Rostratulidae)
6. Jacanor (Jacanidae)
7. Slidnäbbar (Chionididae)
8. Magellanpipare (Pluvianellidae)
9. Tjockfotar (Burhinidae)
10. Pipare (Charadriidae)
11. Vadarsvalor (Glareolidae)
12. Måsar (Laridae)
13. Hökartade rovfåglar (Accipitridae)
14. Sekreterarfåglar (Sagittariidae)
15. Falkfåglar (Falconidae)
16. Doppingar (Podicipedidae)
17. Tropikfåglar (Phaethontidae)
18. Sulor (Sulidae)
19. Ormhalsfåglar (Anhingidae)
20. Skarvar (Phalacrocoracidae)
21. Hägrar (Ardeidae)
22. Skuggstorkar (Scopidae)
23. Flamingor (Phoenicopteridae)
24. Ibisfåglar (Threskiornithidae)
25. Pelikaner (Pelecanidae)
26. Storkar (Ciconiidae)
27. Fregattfåglar (Fregatidae)
28. Pingviner (Spheniscidae)
29. Lommar (Gaviidae)
30. Stormfåglar (Procellariidae)

##### Tättingar(Passeriformes)
1. Klippsmygar (Acanthisittidae)
2. Pittor (Pittidae) (ej standardiserat namn, även juvelfåglar)
3. Brednäbbar (Eurylaimidae)
4. Asitier (Philepittidae)
5. Tyranner (Tyrannidae) (ej standardiserat namn, även tyrannflugsnappare)
6. Myrfåglar (Thamnophilidae)
7. Ugnfåglar (Furnariidae)
8. Myrtrastar (Formicariidae)
9. Knottfåglar (Conopophagidae) (även kallad myggätare)
10. Tapakuler (Rhinocryptidae) (ej standardiserat namn, även sångsmygar)
11. Australkrypare (Climacteridae) (även kallad australträdkrypare)
12. Lyrfåglar (Menuridae)
13. Lövsalsfåglar (Ptilonorhynchidae)
14. Blåsmygar (Maluridae)
15. Honungsätare (Meliphagidae)
16. Pardaloter (Pardalotidae) (kallas även panterfåglar)
17. Australhakar (Petroicidae)
18. Blåfåglar (Irenidae) (kallas även blågyllingar och bladfåglar)
19. Marksmygar (Orthonychidae)
20. Australtimalior (Pomatostomidae) (kallas även sadelnäbbar)
21. Törnskator (Laniidae)
22. Vireor (Vireonidae) kallas även vireosångare)
23. Kråkfåglar (Corvidae)
24. Vårtkråkor (Callaeidae) (ej standardiserat namn, även vårtfåglar)
25. Kråktrastar (Picathartidae)
26. Sidensvansar (Bombycillidae)
27. Strömstarar (Cinclidae)
28. Flugsnappare (Muscicapidae)
29. Starar (Sturnidae)
30. Nötväckor (Sittidae)
31. Trädkrypare (Certhiidae)
32. Mesar (Paridae)
33. Stjärtmesar (Aegithalidae)
34. Svalor (Hirundinidae)
35. Kungsfåglar (Regulidae)
36. Bulbyler (Pycnonotidae)
37. Hypocolier (Hypocoliidae) (ej standardiserat namn)
38. Grässångare (Cisticolidae) (ej standardiserat namn)
39. Glasögonfåglar (Zosteropidae)
40. Sångare (Sylviidae)
41. Lärkor (Alaudidae)
42. Solfåglar (Nectariniidae)
43. Bärpickare (Melanocharitidae) (även kallad bärspettar)
44. Mesbärpickare (Paramythiidae)
45. Sparvfinkar (Passeridae)
46. Finkar (Fringillidae)